# Cucullia punctigera
Cucullia punctigera är en fjärilsart som beskrevs av Hüfnagel 1767. Cucullia punctigera ingår i släktet Cucullia och familjen nattflyn. Inga underarter finns listade i Catalogue of Life.

## Bildgalleri

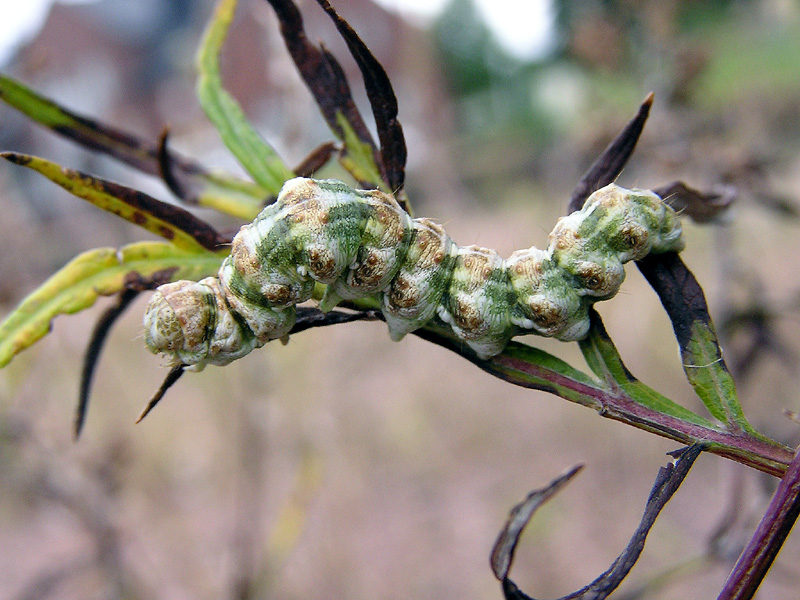
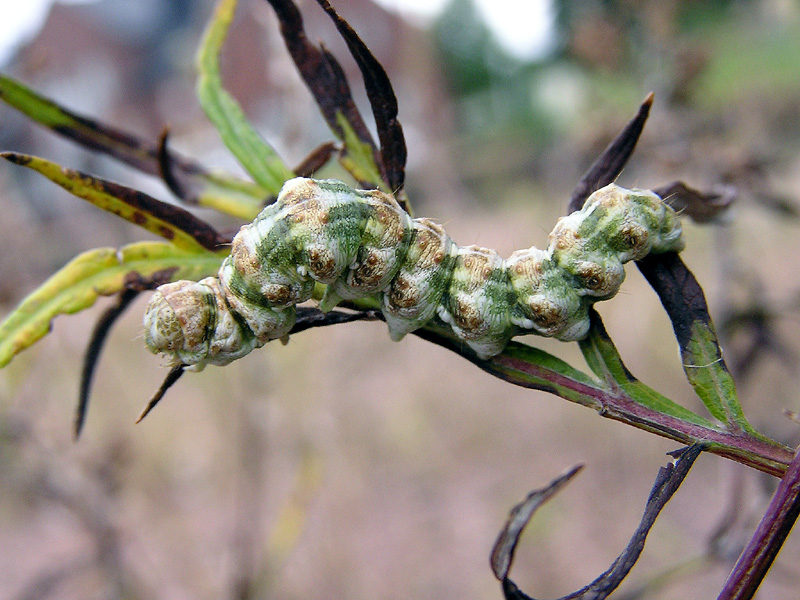
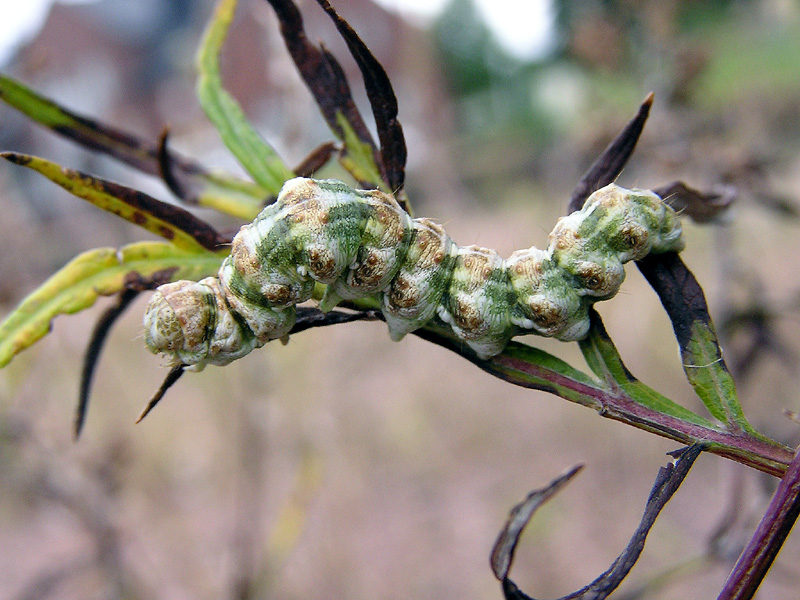